# Sainte-Enimie
Sainte-Enimie je francouzská obec v departementu Lozère v regionu Languedoc-Roussillon. V roce 2010 zde žilo 527 obyvatel. Je centrem kantonu Sainte-Enimie.

## Geografie
Městečko Saint-Enimie leží v údolí Gorges du Tarn na místě na kterém se již od starověku překračovala řeka Tarn. Jižně od řeky Tarn se nalézá krasová náhorní plošina Causse Mejean, severně je náhorní plošina Causse de Sauveterre. V Sainte-Enimie se do Tarnu vlévají dvě podzemni říčky (krasové vývěry).

## Historie
Historie městečka je spojena s legendou o svaté Enimie, snad jedné z dcer franského krále Chlothara II. Tato princezna prý vynikala krásou a laskavostí a chtěla svůj život zasvětit bohu, ale její otec ji chtěl provdat. Proto prosila boha aby ji zbavil její krásy. Její přání bylo vyslyšeno a princezna byla postižena malomocenstvím. Po mnoha měsících se jí zjevil anděl a poradil jí, kde najde zázračný pramen, který ji pomůže. Po dlouhém putování se ocitla v hlubokém kaňonu řeky Tarn a nalezla zdejší krasový pramen. Po vykoupání v prameni malomocenství zmizelo. Když se však chtěla vrátit zpět domů, nemoc se objevila znovu. Princezna tedy pochopila, že bůh si přeje, aby zde zůstala a založila zdejší klášter.
Městečko Sainte-Enimie vzniklo kolem benediktinského kláštera založeného v roce 951 Etiennem I, biskupem z města Mende. Zřízení kláštera benediktinských mnichů bylo počátkem ekonomické prosperity tohoto místa. Výstavba kláštera končí koncem jedenáctého století. V roce 1060 byla objevena hrobka svaté Énimie. Ve třináctém století trubadúr Bertran de Massilha píše legendu o životě svaté Énimie. K hrobu svaté Enimie putují poutníci z celého okolí a přinášejí klášteru a městečku možnost rozvoje.